# Хоминский, Артур Сигизмундович
Арту́р Сигизму́ндович Хоми́нский (урождённый Артур (Артюр) Франц Юлиан Хоминский, 5 [17] января 1888, имение Добровляны, Свирская волость, Свенцянского уезда Виленской губернии, ныне Гродненская область, Беларусь — после мая 1917, Киев?) — русский поэт, прозаик.

## Биография
О жизни Хоминского известно немногое. Происходил из литовского католического дворянского рода Хоминских и был внуком российского военного и государственного деятеля генерала свиты, ковенского и вологодского губернатора Станислава Фаддеевича Хоминского. Сын инженера Сигизмунда (Зыгмунта) Станиславовича Хоминского (1860—1937) и его первой жены Францишки Артуровны, урождённой Горватт; мать умерла 9 февраля 1888, когда Артуру был месяц. Отец Хоминского проиграл имение Добровляны, где родились его сыновья, в карты.
В 1906 году Артур окончил Первую киевскую гимназию. В 1908—1916 годах выпустил в Киеве и в уездном городе Киевской губернии Звенигородке несколько книг стихов и одну книгу прозы, рецензий на них и иных упоминаний в современной ему прессе не обнаружено. Был поклонником Александра Блока, отправил ему два письма, в одном из которых сообщал об основании «общества имени Блока», и безуспешно пытался с ним встретиться.
Со своей состоятельной семьей (кроме дяди по матери, Эдуарда Горватта, сыгравшего важную роль в его жизни) Хоминский порвал отношения и зарабатывал на жизнь собственным трудом. В годы Первой мировой войны Хоминский входил в литературный кружок «Киевских антропофагов», сложившийся вокруг М. П. Алексеева, будущего историка литературы и академика; в него входили Владимир Маккавейский, Максим Рыльский и другие киевские поэты. В архиве Алексеева сохранились некоторые сочинения Хоминского и его письма, последнее из которых датировано маем 1917 г. В них сообщены любопытные подробности киевской литературной жизни, в частности, неизвестный ранее сонет-акростих, адресованный Хоминскому Маккавейским. Из новых биографических сведений Хоминский упоминает, в частности, о своей «продолжительной поездке на фронт» Первой мировой войны, о которой ранее не было известно. Из писем начиная с 1916 года следует, что Хоминский страдал наркоманией, бедствовал и часто менял место жительства (внутри Киева и в других украинских губерниях), причем названная в последнем письме доза морфия заставляет предполагать, что 1917 год он надолго не пережил.
В 2013 году литературное наследие Хоминского (кроме материалов из архива Алексеева, тогда ещё неизвестных) было собрано и издано историком литературы А. Л. Соболевым.

## Творчество
Произведения Хоминского, не замеченные современниками, вызвали ряд откликов после издания 2013 г. Критики единогласно отмечали опередивший время абсурдизм Хоминского и предвосхищение в его стихах и прозе некоторых приёмов обэриутов. Поэт Олег Юрьев отнёс Хоминского к числу эпигонов символизма (в блоковской его интерпретации), однако при этом Хоминский, по Юрьеву, одновременно делает прорывы как в вульгаризирующий эстетизм в духе Игоря Северянина, так и в абсурдистские приёмы, снижающие этот пафос через прозаические детали. Юрьев отмечает, что неясна степень осознанности этих приёмов, но они отражают внутреннюю логику развития русского модернизма. Юрьев допускает причастность Хоминского и к польской модернистской традиции, сравнивая его с авторами вроде Виткацы.

### Публикации Артура Хоминского

#### Поэтические книги
- Хоминский Артур. Для страстной мечты: Стихотворения: 1906-1907. Вып. 1. — Киев: Тип. И.М. Розета, 1908. — С. 24.
- Хоминский Артур. Обман. — Звенигородка: Тип. Юдицкого, 1913. — 19 с. — 100 экз.
- Хоминский Артур. Счастье. — Звенигородка: Тип. Юдицкого, 1913. — 23 с.
- Хоминский Артур. Моя осень. — Киев: Тип. С. В. Кульженко, 1914. — 32 с. — 100 экз.
- Хоминский Артур. Возлюбленная псу: Сильная поэма. 1913—1915. — Киев: Тип. акц. о-ва «Пётр Барский в Киеве», 1916. — 16 с. — 120 экз.

#### Книга прозы
- Хоминский Артур. Уют Дженкини. — Киев: Тип. С. В. Кульженко, 1914. — 111 с. — 100 экз.

### Об Артуре Хоминском
- Соболев А. Л. Артур Хоминский // Соболев А. Л. Летейская библиотека: Биографические очерки: В 2-х томах. — М.: Трутень, 2013. — Т. I. — С. 388—396. — ISBN 978-5-904007-05-8.
- Безносов Денис. Книжная полка Дениса Безносова: [Рецензия на книгу: Артур Хоминский. Возлюбленная псу. Полное собрание сочинений. Составитель А. Л. Соболев. М., «Водолей», 2013, 200 стр.] // Новый мир. — 2013. — № 9.
- Олег Юрьев. Без вести пропавший: Артур Хоминский как учебная модель по истории русского литературного модернизма.